# Platanthera deflexilabella
Platanthera deflexilabella  (лат.) — вид однодольных растений рода Любка (Platanthera) семейства Орхидные (Orchidaceae). Впервые описан китайским ботаником Кай Юн Ланом в 1982 году.

## Распространение
Эндемик Китая, встречающийся в провинции Сычуань, в горах Эмэйшань.
Растёт на склонах в горных лесах и у обочин дорог.

## Ботаническое описание
Корневищный геофит.
Растение высотой 30—47 см с прямым цилиндрическим стеблем.
Листья стеблевые, от эллиптической до узко-эллиптической формы.
Соцветие с большим количеством ароматных цветков желтовато-зеленоватого цвета; лепестки треугольно-яйцевидные, губа сильно загнута книзу, колонка утолщённая.
Цветёт в июле—августе.

## Замечания по охране
Вид считается уязвимым («vulnerable») согласно данным Международного союза охраны природы.